# Ikväll: Robert Aschberg
Ikväll: Robert Aschberg var ett TV-program i TV3 som sändes mellan 1990 och 1993 med Robert Aschberg som programledare och Elisabeth Granneman som bisittare. Efter Grannemans död 1992 använde sig Aschberg av olika tillfälliga bisittare eller var utan bisittare. Även programledarskapet har skiftat. När Aschberg hade semester, ersattes han av Britt-Marie Mattsson, och inför riksdagsvalet 1991, så fick partiledarna för riksdagspartierna plus Ny demokrati, göra var sitt specialprogram.
Programmet utmärkte sig som ett gränslöst tv-program och för ett originellt urval av gäster, bland annat Paul Oldfield. Bland de återkommande gästerna kan speciellt nämnas skönhetsmissen Yvonne Ryding och ufologen Sune Hjorth, som senare även fick ett eget återkommande inslag. Ett annat återkommande inslag var Juckaren (en person utklädd till hund och som gärna juckade med allt och alla). Programmet var även först med nakendejting: En naken-version av Vem tar vem. I programmet medverkade också Gert Fylking.
Programmet ersatte och även efterföljdes av Diskutabelt.
År 2016 gjordes ett försök med en ny version av programmet med namnet Aschberg direkt samt med Bathina Philipson som bisittare. Endast tre avsnitt gjordes.